# Myndigheten för tillväxtpolitiska utvärderingar och analyser
Myndigheten för tillväxtpolitiska utvärderingar och analyser (Tillväxtanalys) är en svensk statlig förvaltningsmyndighet, som sorterar under Klimat- och näringslivsdepartementet. Myndigheten, som inledde sin verksamhet den 1 april 2009, har till uppgift att ansvara för tillväxtpolitiska utvärderingar och analyser. Tillväxtanalys ska utifrån olika perspektiv utvärdera, analysera och redovisa effekter av statens åtgärder för hållbar tillväxt, konkurrenskraft och regioners utvecklingskraft i hela landet samt ge underlag och rekommendationer för omprövning och effektivisering av åtgärderna.
Institutet för tillväxtpolitiska studier (ITPS) och delar av Glesbygdsverket gjorde motsvarande studier före 2009. Dessa myndigheter avvecklades 2009 och ITPS verksamhet samt delar av Glesbygdsverket slogs ihop och bildade Tillväxtanalys.  

## Generaldirektörer
- Dan Hjalmarsson 2009-2015
- Jan Cedervärn, tf
- Sonja Daltung 2017-2020
- Sverker Härd 2020-